# Hélène Włodarczyk
Hélène Włodarczyk (z domu Schneider) (ur. 1950 w Paryżu) – językoznawczyni, obecnie profesor emerytowana Uniwersytetu Paris-Sorbonne, Paris IV.

## Wykształcenie
W latach 1967–1972 studiowała filozofię i slawistykę w École normale supérieure. Habilitację z lingwistyki slawistycznej (język polski i rosyjski) otrzymała w 1980 roku na Uniwersytecie Paris-Sorbonne, a profesurę w 1983 roku.

## Życie zawodowe
W latach 1976-82 pracowała jako adiunkt w katedrze polonistyki w INALCO (Institut national des langues et civilisations orientales) w Paryżu. Od 1983 do 2014 była profesorem katedry języka i literatury polskiej (Langue et littérature polonaises) na Uniwersytecie Paris-Sorbonne (Paris IV). W latach 1983–2006 pełniła funkcję kierowniczki katedry polonistyki na tym uniwersytecie. W trakcie swojej pracy na uczelni wypromowała ponad 30 prac magisterskich, 9 prac doktorskich oraz 4 habilitacje. 
W 1999 założyła zespół badawczy „Forme-Discours-Cognition”, po 2002 przemianowany jako Centrum Lingwistyki Teoretycznej i Stosowanej (CELTA). CELTA  zajmowało się badaniami łączącymi specjalistów przeróżnych języków, m.in. badaniami komputerowymi nad wspólnym metajęzykiem gramatycznym do opisu języków europejskich oraz współpracą w zakresie lingwistyki opisowej i lingwistyki komputerowej. Ośrodek zorganizował 5 międzynarodowych konferencji naukowych, w których wzięli udział lingwiści z Europy, Azji i USA. H. Włodarczyk kierowała badaniami w CELTA do 2014 roku . 
Ponadto Hélène Włodarczyk była koordynatorką seminariów lingwistyki słowiańskiej na Uniwersytecie Paris-Sorbonne. Prowadzi badania w zakresie gramatyki rozproszonej, pragmatyki, semantyki i analizy dyskursu z André Włodarczykiem. 
W 2022 została opublikowana jej rozprawa o literaturze polskiej w Sorbonne Université Presses (SUP) w Paryżu. Pracuje nad książką w języku francuskim, w której zaprezentuje wyniki swoich wieloletnich badań o aspekcie czasownikowym i o wypowiedzi w języku polskim.

## Teksty naukowe
- TADEUSZ KONWICKI: Współczesny polski pisarz i filmowiec, 1986;
- Quelques problèmes de la syntaxe des numéraux en polonais contemporain, 1988;
- Description formelle des énoncés à vocatif en polonais, 1990;
- Le vertige de la circularité: lecture de l'œuvre de Sławomir Mrożek, 1991;
- Wykładniki wartości informacyjnej wypowiedzenia w j. polskim i francuskim (aspekt, określoność, modalność), 1998;
- L’Interprétation dynamique des centres d’intérêt dans les dialogues français et polonais, 2000;
- Gombrowicz et les signes ou la sémiotique comme méthode littéraire, 2003;
- Lingwistyka na polonistyce krajowej i zagranicznej w dobie filozofii informatyczno-logicznej, 2009;
- Meta-informative Centering in Utterances – (Between Semantics and Pragmatics), eds. André Włodarczyk & Hélène Włodarczyk, John Benjamins Publishing Co., 2013;
- O potrzebie wiedzy o języku polskim kompatybilnej z wiedzą o innych językach narodowych, 2016;
- O pragmatycznej naturze predykacji, 2016 (Hélène Włodarczyk, André Włodarczyk);
- Orzekanie i informowanie, 2016 (Hélène Włodarczyk, Bożena Bojar);
- Trójwarstwowa struktura informacji w treści wypowiedzi, 2017 (Hélène Włodarczyk, André Włodarczyk);
- Zofia Romanowicz, La plus française des écrivains polonais du XXe siècle, Revue de Littérature Comparée, Klinkcsieck, Paris, N° 2/370, 2019.
- Regards sur la littérature polonaise (1939-1989) Entre le marteau de la réalité et l’enclume des rêves, Sorbonne Université Presses, Paris 2022, 404 str.[Spojrzenie na literaturę polską okresu 1939-1989 „Pomiędzy młotem rzeczywistości a kowadłem marzeń”]

Tłumaczenia
- Chronique des événements amoureux (Kronika wypadków miłosnych), trans. Hélène Włodarczyk, Paris: Publications Orientalistes de France, 1987, 1996.
- Le complexe polonais (Kompleks polski), trans. Hélène Włodarczyk, Paris: R. Laffont 1988, Seuil 1992, 1999.

## Nagrody i odznaczenia
- Chevalier des Palmes académiques (listopad 2001) – francuskie odznaczenie państwowe nadawane wybitnym naukowcom oraz postaciom świata kultury i szkolnictwa;
- Medal Uniwersytetu Warszawskiego (maj 2002) za wybitne osiągnięcia naukowe dla polskiego środowiska badawczego .

## Życie prywatne
Jej mężem jest Andrzej Aleksander Włodarczyk (André Alexandre Wlodarczyk). Mają syna Stefana Cyryla Włodarczyka (Stéphane Cyrille Wlodarczyk) urodzonego w 1976.